# Tagounite
Tagounite (en àrab تاكنيت, Tāgunīt; en amazic ⵜⴰⴳⵓⵏⵉⵜ) és una comuna rural de la província de Zagora, a la regió de Drâa-Tafilalet, al Marroc. Segons el cens de 2014 tenia una població total de 17.103 persones.